# Sebastian A. Corn
Sebastian A. Corn (n. 26 martie 1960), pseudonimul literar al lui Florin Chirculescu, este un scriitor de science fiction din România.

## Date biografice
Sebastian A. Corn a debutat în 1993, în Jurnalul SF, cu povestirea „Snorki”.
A publicat primele texte în 1993, într-o revistă de sci-fi care a suscitat pasiuni și controverse în anii 1990: JSF. La scurt timp după debut, a primit numeroase premii și mențiuni literare (aproape 40), dintre care cele mai importante au fost Premiul pentru Debut European la Euroconul de la Glasgow din 1995 și Marele Premiu al Editurii Nemira din 1997 pentru romanul 
Să mă tai cu tăișul bisturiului tău, scrise Josephine.

## Pseudonimul Patrick Herbert
Sub pseudonimul "Patrick Herbert" a publicat, la comanda editurii Nemira, Dune 7: Cartea Brundurilor, o carte care se voia plasată în universul Dune și care capitaliza pe loialitatea fanilor seriei Dune a lui Frank Herbert. Majoritatea cititorilor acestei cărți încă cred că această carte a fost publicată de unul din fiii lui Frank Herbert (Brian Patrick Herbert), însă, evident, acest Dune 7 nu are nici o legatură cu seria Dune (vezi interviul).
A publicat nuvele și povestiri în revistele JSF, Anticipația și Nautilus. A fost redactor-șef al revistei Nautilus și al unei pagini săptămânale de sci-fi în Curierul Național în 1995. A publicat cinci romane sub pseudonimul Sebastian A. Corn și alte trei sub alte nume. Pentru ultimul dintre romanele sale, Imperiul Marelui Graal, i s-a decernat premiul Vladimir Colin în 2006. În viața de zi cu zi, este chirurg toracic. În afara scrierilor literare, a publicat articole de medicină socială în revista Tinerama.

## Lucrări scrise
Romane și nuvele publicate sub pseudonimul Sebastian A. Corn
- 2484 Quirinal Ave., București, Editura Nemira, 1996
- Să mă tai cu tăișul bisturiului tău, scrise Josephine, București, Editura Nemira, 1998
- Cel mai înalt turn din Baabylon, București, Editura Nemira, 2002,
- Imperiul Marelui Graal, București, Editura Nemira, 2006,
- Vindecătorul, București, Editura Cartea Românească, 2008,
- Skipper de interzonă, Millenium Books, 2012 (nuvelă)[3]
- Ne vom întoarce în Muribecca, București, Editura Nemira, 2014
- Iovik, Millennium Books, 2014 (nuvelă)
- Aquarius, București, Editura Olimp

Romane publicate sub numele real Florin Chirculescu
- Greva păcătoșilor, București, Editura Nemira, 2017
- Solomonarul, București, Editura Nemira, 2022

## Vezi și
- Antologia science-fiction Nemira '96